# そして…めぐり逢い
『そして…めぐり逢い』（そして…めぐりあい）は、1985年4月に五木ひろしが発売したシングルである。

## 解説
テレサ・テンのカバーに五木がボーカルを加えたデュエットバージョンも発売された。

## 収録曲
1. そして…めぐり逢い（4分4秒）
作詞：荒木とよひさ／作曲：中村泰士／編曲：池多孝春
2. 大人のつきあい（4分0秒）
作詞：阿久悠／作曲：大野克夫／編曲：馬飼野俊一